# Sławomir Moździoch
Sławomir Józef Moździoch (ur. 1957 w Kamiennej Górze) – polski archeolog, specjalizujący się w archeologii wczesnośredniowiecznej, profesor Instytutu Archeologii i Etnologii Polskiej Akademii Nauk, nauczyciel akademicki związany z Uniwersytetem Opolskim.

## Życiorys
Urodził się w 1957 roku w Kamiennej Górze, gdzie spędził dzieciństwo i wczesną młodość. Uczęszczał w latach 1963–1971 do tamtejszej Szkoły Podstawowej nr 1. Po jej ukończeniu kontynuował naukę w miejscowym Liceum Ogólnokształcącym. W nim też zdał w 1975 roku egzamin maturalny. Następnie podjął studia archeologiczne na Wydziale Filozoficzno-Historycznym Uniwersytetu Wrocławskiego, ukończone tytułem magistra w 1980 roku na podstawie pracy pt. Umocnienia obronne grodu w Witostowicach, stan. 2, z IX-XI wieku.
Bezpośrednio rok przed ukończeniem studiów podjął pracę w Muzeum Archeologicznym we Wrocławiu. W 1980 roku rozpoczął studia doktoranckie w Instytucie Historii Kultury Materialnej Polskiej Akademii Nauk, które ukończył w 1987 roku uzyskaniem stopnia naukowego doktora nauk humanistycznych w dziedzinie archeologii na podstawie pracy pt. Organizacja gospodarcza państwa wczesnopiastowskiego na Śląsku w X-XII wieku w świetle źródeł archeologicznych, napisanej pod kierunkiem prof. Lecha Leciejewicza. W 1991 roku otrzymał za tę pracę nagrodę Fundacji imienia Brzeskich przy Poznańskim Towarzystwie Przyjaciół Nauk. Jego praca habilitacyjna: Castrum munitissimum Bytom : lokalny ośrodek władzy w państwie wczesnopiastowskim, została wyróżniona nagrodą im. Wernera Coblenza.
Od 1983 roku zatrudniony jest w Pracowni Archeologii Śląska Zakładu Archeologii Nadodrza IHKM PAN. W latach 1984–1999 z jej ramienia prowadził badania wykopaliskowe na grodzisku wczesnośredniowiecznym w Bytomiu Odrzańskim, w województwie lubuskim. Przebywał kilkakrotnie na krótkich stypendiach naukowych w Niemczech, Austrii, Czechach i Włoszech. Ponadto brał udział w licznych konferencjach międzynarodowych. Od 1990 roku pełnił funkcję sekretarza redakcji „Przeglądu Archeologicznego”.
W latach 1999–2014 prowadził wykłady i ćwiczenia z zakresu historii starożytnej ziem polskich w Instytucie Historii Uniwersytetu Opolskiego, gdzie pełnił funkcję kierownika Zakładu Archeologii.
Od 2002 do 2022 roku pełnił funkcję kierownika Ośrodka wrocławskiego IAE PAN – obecnie Ośrodka Badań nad Kulturą Późnego Antyku i Wczesnego Średniowiecza.
Jest honorowym obywatelem miasta Bytom Odrzański.

## Odznaczenia
- 2023 – Krzyż Kawalerski Orderu Odrodzenia Polski[8]
- 2014 – Złoty Krzyż Zasługi[9][10]
- 2011 – Srebrny Krzyż Zasługi[11]

Dorobek naukowy
Jego zainteresowania naukowe koncentrują się wokół zagadnień związanych z:
- relacjami społecznymi i gospodarczymi we wczesnośredniowiecznej Europie Środkowej,
- dziejami wczesnośredniowiecznego Śląska,
- funkcjonowaniem miejsc centralnych w średniowiecznej Europie Środkowej,
- geografią plemienną Śląska.
- okresem normańskim na Sycylii - prowadzi badania wykopaliskowe średniowiecznego klasztoru Santa Maria di Campogrosso w rejonie Palermo[12] oraz pozostałości średniowiecznego zamku Castello dei Tre Cantoni w Scicli na południu Sycylii[13]

Prace wykopaliskowe na Sycylii prowadzi od 2015 roku wraz z żoną, Ireną i córką, Ewą.
Realizował kilka grantów badawczych KBN związanych z opracowaniem materiałów zabytkowych z grodów śląskich - Bytomia Odrzańskiego i Wrocławia, Narodowego Centrum Nauki, dotyczących badań stanowisk archeologicznych na Sycylii oraz Narodowego Programu Rozwoju Humanistyki - Atlas grodzisk wczesnośredniowiecznych z obszaru Polski. 
Opublikował dotychczas ponad 100 prac naukowych, z których do najważniejszych należą:
- Organizacja gospodarcza państwa wczesnopiastowskiego na Śląsku : studium archeologiczne, wyd. Ossolineum, Wrocław 1990.
- Człowiek, sacrum, środowisko : miejsca kultu we wczesnym średniowieczu, wyd. Werk, Wrocław 2000.
- Castrum munitissimum Bytom : lokalny ośrodek władzy w państwie wczesnopiastowskim, wyd. DIG, Warszawa 2002.
- Wędrówki rzeczy i idei w średniowieczu, wyd. IAiE PAN, Wrocław 2004.
- Stare i nowe w średniowieczu : pomiędzy innowacją a tradycją, wyd. IAiE PAN, Wrocław 2009
- „Bodaj się Piastów rządy nam święciły”. Archeologia o początkach państwa piastowskiego (w:) "Populi terrae marisque (red. M.Rębkowski, S. Rosik), Wrocław 2011, wyd. Chronicon, p. 67-81

- From a Tribe to a State. in: P. Urbańczyk (ed.) The Past Societies. Polish lands from the first evidence of human presence to the Early Middle Ages. M. Trzeciecki (ed.) Volume 5: 500-1000 AD. Instytut Archeologii i Etnologii PAN. Warszawa 2016, pp. 123-168. ISBN: 978-83-63760-77-9
- Moździoch S, Pleszczyński A., "Niebezpieczne związki". Początki państwa Piastów na tle relacji pomiędzy Interiorem a Pomorzem w: Europa sięga nad Bałtyk. Polska i Pomorze w kształtowaniu cywilizacji europejskiej (X - XII wiek), red. S. Rosik, Wrocław , s. 159-219, 2020
- Moździoch S., Moździoch E., Sammito A., Militello P., Castello dei Tre Cantoni in Scicli in the light of new excavations. First observations (in:) Archaeologia Historica Polona, 28, 2020, 275-293
- Moździoch S., Chiovaro M., Moździoch E., Tra Palermo e Cefalú. Il ruolo delle prime fondazioni monastiche normanne nella (ri)cristianizzazione della popolazione rurale dell'isola alla luce delle ricerche archeologiche nella regione di Altavilla, Notiziario Archeologico della Soprintendenza di Palermo, 2022
- Sławomir Moździoch, Barbara Szubert, Ewa Moździoch, The Process of the Creation and Decline of the Local Religious and Economic Centres of Medieval Sicily: a Case Study of the Santa Maria di Campogrosso Monastery (in:) Suburbia and Rural Landscapes in Medieval Sicily, 2023